# Ferdinand I av Neapel

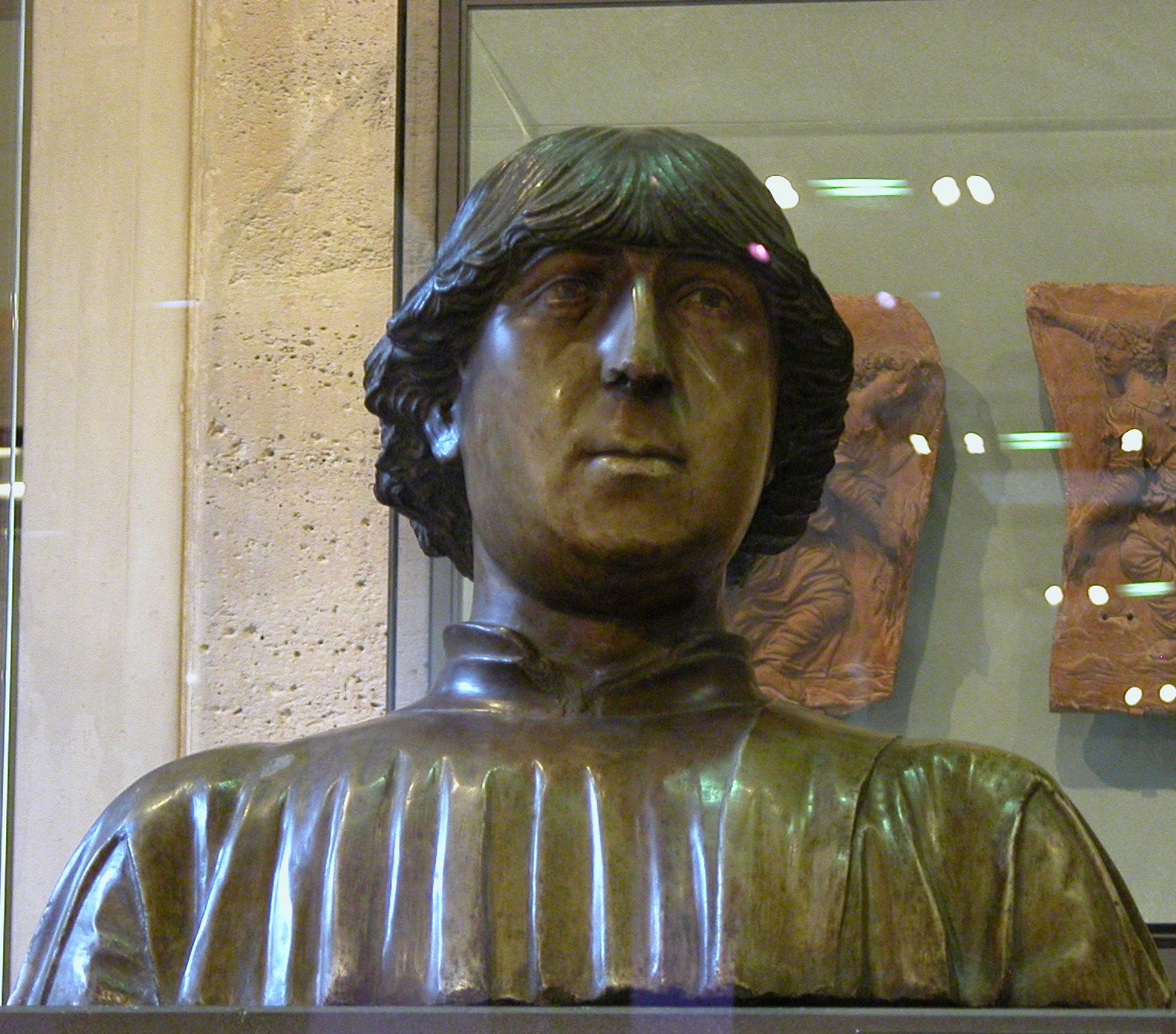
Ferdinand I av Neapel

Ferdinand I av Neapel (känd som Ferrante), född 2 juni 1423, död 25 januari 1494, var en neapolitansk kung.
Ferdinand var son till Alfons V av Aragonien och Neapel, som han 1458 efterträdde som kung av Neapel. Ferdinand var typisk för sin tids furstar. Han uppmuntrade boklig bildning och omgav sig med humanister. Han vinnlade sig om finansförvaltningen och förstod att med våld och list hävda kungamakten mot sina vasaller. Mot slutet av hans regering började Karl VIII av Frankrike att resa krav på Neapels krona.